# Charles H. Huberich
Charles Henry Huberich (* 18. Februar 1877 in Toledo, Ohio; † 18. Juni 1945 in Cambridge, Massachusetts) war ein international tätiger Rechtsanwalt, Dozent und Fachbuchautor.

## Leben und akademische Laufbahn
Charles Henry Huberich wurde am 18. Februar 1877 in Toledo, Ohio, als Sohn von Emma (Richers) Huberich und Conrad Huberich geboren. Er wuchs in San Antonio, Texas, auf, wo er von Privatlehrern unterrichtet wurde. Huberich erwarb 1897 seinen Bachelor-Abschluss an der University of Texas in Austin und ein Jahr später seinen Master of Law an derselben Institution. Nach seinem Abschluss als Master of Civil Law in Yale im Jahr 1899 verbrachte Huberich einige Monate an den Universitäten Berlin und Heidelberg.
Im Jahr 1900 wurde er von den Regenten der University of Texas in Austin zum Dozenten für Rechts- und Staatswissenschaften gewählt. Während seines Aufenthalts in Austin lernte er Laura King Orr kennen. Sie heirateten am 11. Juni 1902 und bekamen eine Tochter, May Bess.
Huberich lehrte an der University of Texas, bis er im Mai 1905 zurücktrat. Im selben Jahr promovierte er an der Universität Heidelberg zum Doktor der Rechtswissenschaften und nahm einen Lehrauftrag an der Stanford University an. Bis 1912 lehrte er dort Verfassungsrecht, Strafrecht und Kollisionsrecht. Von 1905 bis 1906 war er Assistenzprofessor, 1907 außerordentlicher Professor und von 1907 bis 1912 Professor. Während des Sommersemesters 1907 war Huberich auch Professor für Recht an der University of Chicago und von 1909 bis 1910 an der University of Wisconsin.

## Tätigkeit als Anwalt
Nachdem er Stanford verlassen hatte, ließ sich Huberich in New York nieder und eröffnete dort, in Den Haag und in London eine Anwaltskanzlei.
Am 14. Oktober 1925 heiratete er in Paris Nina Mdivani, die 1901 geborene Tochter eines georgischen Adeligen. Zakhari Mdivani war ein General des Zaren Nikolaus II gewesen und 1918 mit seiner Frau, zwei Töchtern und drei Söhnen aus Russland geflüchtet. Bei der Einbürgerung in Frankreich hatte sich die Familie Prinzessinnen- und Prinzentitel zugelegt. Das verschaffte ihnen enormes Prestige, und alle vier Geschwister konnten später reiche Ehepartner finden. David Mdivani heiratete 1926 den Filmstar Mae Murray, Serge Mdivani 1927 die Schauspielerin Pola Negri, Roussadana 1927 den wohlhabenden Maler Josep Maria Sert und Alexis Mdivani 1931 Louise Astor van Alen und 1933 die Milliardärin Barbara Hutton. Charles Huberich war für sämtliche Heirats- und Scheidungsverträge zuständig und handelte für seine Schwager äußerst lukrative Verträge aus.
Darüber hinaus betätigte er sich als Scheidungspezialist für wohlhabende Klienten, indem er einen juristischen Kniff zum Geschäftsmodell machte. Da das Ehegesetz in Deutschland und Österreich jede Scheidung erschwerte, im liberaleren Lettland jedoch andere Regeln galten, ließ Huberich Scheidungswillige nach Riga reisen, wo sie sich für eine bestimmte Zeit aufhalten mussten, um dann nach lettischem Gesetz rasch geschieden zu werden. Prominente wie Felix Weingartner, Max Reinhardt und Eugen d’Albert ließen sich auf diese Weise von Huberich zu einer Scheidung von ihren Partnerinnen verhelfen. Für diese Tätigkeit wurde Huberich speziell in der Österreichischen Presse heftig kritisiert.
Charles H. Huberich und Nina Mdivani ließen sich im Mai 1936 scheiden, Nina ging wenig später mit Denis Conan Doyle, dem Sohn von Arthur Conan Doyle, eine neue Ehe ein.
Charles H. Huberich starb am 18. Juni 1945 in Cambridge, Massachusetts, im Alter von 68 Jahren. Sein Nachlass wird im Archiv der Universität Stanford, Californien verwahrt. Die Korrespondenz, die hauptsächlich in deutscher Sprache abgefasst ist, umfasst Briefe an und von Charles Huberich (1895–1906) sowie die Korrespondenz von Huberichs Eltern (1860er bis 1900er Jahre). Weitere Bestandteile der Sammlung sind Einladungen, Zeugnisse, Juraexamen, ein Gedicht, Huberichs Hochzeitsanzeige und Zeitungsausschnitte in Englisch und Deutsch.

## Veröffentlichungen (Auswahl)
- 1915 The Prize Code of the German Empire und Das Englische Prisenrecht in seiner neuesten Gestalt (in Zusammenarbeit mit Richard King)
- 1918 The Law Relating to Trade with the Enemy
- 1947 The Political and Legislative History of Liberia (posthum veröffentlicht)